# Vito Falconieri
Vito Falconieri (Brindisi, 8 giugno 1986) è un calciatore italiano, attaccante della Template:Virtus Erchie.

## Caratteristiche tecniche
È un centravanti.

## Carriera
Inizia a giocare a calcio nelle giovanili del Torino. Dopo essersi messo in evidenza con il Brindisi in Serie D, nel 2007 viene tesserato dal Catania. Esordisce in Serie A il 26 aprile 2009 in Lecce-Catania (2-1), subentrando al 76' al posto di Alessandro Potenza.
Nel corso del campionato 2008-2009 ottiene 3 presenze in serie A, la cui seconda nobilitata da una rete da 36 metri contro il Napoli al 91' che fissa il risultato sul 3-1 per la propria squadra.
Il 27 giugno 2009 viene acquistato in comproprietà dall'Ascoli (nell'operazione che porta il difensore Giuseppe Bellusci al Catania) con cui esordisce il 15 agosto nel secondo turno di Coppa Italia contro il Cittadella.
Successivamente viene ceduto in prestito al Taranto dove chiude la sua esperienza rendendosi protagonista durante l'ultima giornata di campionato, dopo aver segnato il gol salvezza per la sua squadra contro l'Andria, di un discutibile gesto invitando l'intera tifoseria a zittirsi e scatenando un'ondata di proteste nei suoi confronti che costringeranno l'allenatore Francesco Passiatore e la società a metterlo fuori rosa. Salterà così la successiva e ultima partita del campionato che il Taranto avrebbe affrontato la domenica successiva contro il Cosenza.
Nella stagione 2010-2011 vestirà la casacca rossoblù dell'Aquila, che lo ha ottenuto in prestito da Ascoli e Catania (che ne detengono in comproprietà il cartellino).
Nell'estate 2011 l'Ascoli ottiene l'intero cartellino; inizialmente la società cerca di venderlo poi dall'8ª giornata viene reintegrato in rosa. 
Il 13 novembre 2011 segna il suo primo goal in serie B nella vittoriosa trasferta dell'Ascoli a Brescia.
Ad agosto 2012 va in prestito al Crotone nella trattativa che lo vede protagonista nello scambio con Massimo Loviso che va all'Ascoli. Nel luglio 2013 viene ceduto a titolo definitivo al Parma, che a sua volta lo manda in prestito al Gubbio.
Nel settembre 2015, dopo essere rimasto svincolato in seguito al fallimento del Parma, si accorda con l'AltoVicentino, squadra veneta di Serie D.
Il 23 luglio 2016 firma per il Grosseto, sempre in Serie D.
Il 16 dicembre dello stesso anno, Falconieri passa a titolo definitivo ai pugliesi del San Severo, passando quindi dal girone E al girone H della Serie D.

## Calcioscommesse
In seguito allo scandalo del calcioscommesse, relativo al filone Dirty Soccer 3, il 27 marzo 2017, viene condannato a quattro anni di squalifica e €70.000 di ammenda, ridotti poi a sei mesi in secondo grado il successivo 18 maggio.

## Statistiche

### Presenze e reti nei club
Statistiche aggiornate al 24 luglio 2016.
| Stagione        | Squadra         | Campionato      | Campionato | Campionato | Coppe nazionali | Coppe nazionali | Coppe nazionali | Coppe continentali | Coppe continentali | Coppe continentali | Altre coppe | Altre coppe | Altre coppe | Totale | Totale |
| Stagione        | Squadra         | Comp            | Pres       | Reti       | Comp            | Pres            | Reti            | Comp               | Pres               | Reti               | Comp        | Pres        | Reti        | Pres   | Reti   |
| --------------- | --------------- | --------------- | ---------- | ---------- | --------------- | --------------- | --------------- | ------------------ | ------------------ | ------------------ | ----------- | ----------- | ----------- | ------ | ------ |
| 2008-gen. 2009  | Reggiana        | 1D              | 11         | 2          | CI+CI-LP        | 3+1             | 0               | -                  | -                  | -                  | -           | -           | -           | 15     | 2      |
| gen.-giu. 2009  | Catania         | A               | 3          | 1          | CI              | -               | -               | -                  | -                  | -                  | -           | -           | -           | 3      | 1      |
| ago. 2009       | Ascoli          | B               | 0          | 0          | CI              | 1               | 0               | -                  | -                  | -                  | -           | -           | -           | 1      | 0      |
| ago. 2009-2010  | Taranto         | 1D              | 17         | 1          | CI+CI-LP        | 0+2             | 1               | -                  | -                  | -                  | -           | -           | -           | 19     | 2      |
| 2010-2011       | L’Aquila        | 2D              | 19+1       | 4+1        | CI-LP           | 1               | 1               | -                  | -                  | -                  | -           | -           | -           | 21     | 6      |
| 2011-2012       | Ascoli          | B               | 21         | 2          | CI              | 0               | 0               | -                  | -                  | -                  | -           | -           | -           | 21     | 2      |
| ago. 2012       | Ascoli          | B               | 1          | 0          | CI              | 2               | 0               | -                  | -                  | -                  | -           | -           | -           | 3      | 0      |
| Totale Ascoli   | Totale Ascoli   | Totale Ascoli   | 22         | 2          |                 | 3               | 0               |                    | -                  | -                  |             | -           | -           | 25     | 0      |
| ago. 2012-2013  | Crotone         | B               | 9          | 2          | CI              | -               | -               | -                  | -                  | -                  | -           | -           | -           | 9      | 2      |
| 2013-2014       | Gubbio          | 1D              | 21         | 5          | CI+CI-LP        | 2+1             | 1+0             | -                  | -                  | -                  | -           | -           | -           | 24     | 6      |
| 2014-gen. 2015  | Pavia           | LP              | 14         | 0          | CI-LP           | 3               | 1               | -                  | -                  | -                  | -           | -           | -           | 17     | 1      |
| gen.-giu. 2015  | Santarcangelo   | LP              | 11         | 4          | CI+CI-LP        | -               | -               | -                  | -                  | -                  | -           | -           | -           | 11     | 4      |
| 2015-2016       | AltoVicentino   | D               | 27         | 12         | CI+CI-D         | 0+2             | 3               | -                  | -                  | -                  | -           | -           | -           | 29     | 15     |
| lug.-dic. 2016  | Grosseto        | D               | 13         | 4          | CI+CI-D         | 1+2             | 2+3             | -                  | -                  | -                  | -           | -           | -           | 16     | 9      |
| Totale carriera | Totale carriera | Totale carriera | 162+1      | 34+1       |                 | 21              | 12              |                    | -                  | -                  |             | -           | -           | 183    | 45     |